# El Boludo
El Boludo är en ort i Mexiko.   Den ligger i kommunen San Luis de la Paz och delstaten Guanajuato, i den centrala delen av landet, 240 km nordväst om huvudstaden Mexico City. El Boludo ligger 2 258 meter över havet och antalet invånare är 490.
Terrängen runt El Boludo är kuperad åt nordväst, men åt sydost är den platt. Runt El Boludo är det ganska tätbefolkat, med 67 invånare per kvadratkilometer. Närmaste större samhälle är San Luis de la Paz, 13,6 km nordväst om El Boludo. Trakten runt El Boludo består till största delen av jordbruksmark.